# Prix Candide (musique)
Pour les articles homonymes, voir Prix Candide et Grand prix du disque.
Le prix Candide ou Grand prix du disque de la Fondation Candide, créé en 1931 par l'hebdomadaire Candide, est une récompense décernée à des enregistrements de l’année écoulée, créée pour encourager l'industrie phonographique naissante.
Il cesse en 1938 pour laisser la place, après la guerre, au Grand prix du disque de l'Académie Charles-Cros[réf. nécessaire].

## Historique
Il est créé en 1931 par l'hebdomadaire Candide, édité par la Librairie Fayard, afin de populariser l'édition de disques. C'est le critique musical Dominique Sordet qui aurait suggéré sa création à Joseph-Arthème Fayard. Dominique Sordet, le directeur commercial de la firme Columbia Jean Bérard et le compositeur Piero Coppola, directeur pour la France de La Voix de son maître, la branche française du label anglais The Gramophone Company (en), ont établi ensemble ses bases lors d'un dîner. 
Il récompense des enregistrements phonographiques, dans six catégories (Orchestre, Musique de chambre, Musique instrumentale, Chant, Musique légère, Diction). Il est au départ d’une valeur de 25 000 francs, et prime notamment en 1931 l’enregistrement de L'Après-midi d'un faune par Walter Straram ainsi que la chanson Parlez-moi d'amour de Lucienne Boyer ainsi que Suppose de Josephine Baker. Puis l’année suivante, l'enregistrement du Tombeau de Couperin par Piero Coppola.
Le prix a une double fonction: soutenir le marché du disque, encore balbutiant, et encourager la qualité des enregistrements sonores, en inscrivant l'édition phonographique dans l'univers artistique. Le prix rappelle volontairement les prix littéraires, par son jury, par la revue qui l'a fondé. L'exigence de qualité se montre par le fait que chaque catégorie n'est pas systématiquement récompensée: en 1933, la catégorie Musique symphonique n'a pas de lauréat, en 1935, aucune chanson n'est récompensée. 

### Membres du jury
Le jury a inclus notamment les compositeurs Gustave Charpentier, qui le préside, Maurice Ravel, Reynaldo Hahn, Maurice Emmanuel, Maurice Yvain, ainsi que des personnalités comme Louis Lumière, qui fut premier prix de piano, Jean Périer, Colette, Francis Carco, Pierre Gaxotte, la cantatrice Lucienne Bréval, le critique Jacques Copeau, René Bizet, rédacteur en chef de Candide, les critiques de disques Émile Vuillermoz et Dominique Sordet.